# Andromeda e Perseo (Haydn)
Andromeda e Perseo (deutscher Titel: Andromeda und Perseus) ist eine Oper (Originalbezeichnung: Dramma per musica) in zwei Akten über die Andromeda-Episode aus dem Perseus-Mythos der griechischen Mythologie. Sie wurde am 14. März 1787 zur Feier des 15. Jahrestages der Regentschaft von Erzbischof Hieronymus Colloredo in Salzburg uraufgeführt. Die Musik komponierte Michael Haydn, das Libretto schrieb Giambattista Varesco.

## Inhalt

### Erster Akt
An der Küste von Aithiopia, begleitet von Donner und Sturm, erwartet Andromeda, gefesselt an einen Felsen, ihren Opfertod. Selbst unschuldig, soll sie nach dem Willen der Götter zur Strafe sterben, weil ihre Mutter Kassiopeia in hochmütiger Arroganz es gewagt hatte, ihre eigene Schönheit über die der Nereiden zu stellen. Am anderen Ufer sehen Andromedas Vater Cefeo, ihr Onkel und Verlobter Fineo und das Volk von Aithiopia verzweifelt zu, wie die junge Königstochter durch das herannahende Seeungeheuer des Meeresgottes Poseidon bedroht wird. Das Volk fleht die Götter an, Andromeda zu verschonen. Da erscheint Perseo und bietet Cefeo an, Andromeda zu retten – unter der Voraussetzung, dass er sie heiraten darf. Cefeo stimmt zu, verheimlicht die Entscheidung jedoch vor seinem Bruder Fineo. Perseo tötet das Ungeheuer und Andromeda verliebt sich in ihn, während Fineo seelische Qualen erleidet und die Götter um Hilfe bittet. Cefeo lehnt den Wunsch seines Bruders ab, dass er Andromeda als Braut zurückbekommt.

### Zweiter Akt
Fineo grollt über den Verlust seiner Verlobten und plant einen Anschlag auf Perseo. Zwischen Perseo und Andromeda wächst die Liebe heran und Cefeo bietet Perseo sein Reich an. Das Volk jubelt, bis Fineo mit Waffengeklirr erscheint und einen Speer auf Perseo wirft, der hinter einer Säule Deckung sucht und so dem Attentat entgeht. Die Wachen nehmen Fineo fest. Cefeo zürnt seinem Bruder und will ihn sterben sehen, doch Perseo und Andromeda appellieren an die Milde des Königs, Fineo freizulassen. Des Königs Herz erweicht und Fineo ist nach soviel Güte geläutert. Perseo und Andromeda feiern ihre Hochzeit.

## Gestaltung
1787, zur Zeit der Komposition dieser Oper, galt die Gattung der Opera seria eigentlich bereits als veraltet. Das deutsche Singspiel war viel beliebter geworden, und auch Michael Haydn hatte zuvor ausschließlich Singspiele komponiert. Dennoch ist Andromeda e Perseo eine echte Opera seria. Allerdings hat sie auch Eigenschaften der Opera buffa. Die Figur und die musikalische Gestaltung des Königs Cefeo erinnern an die „zanni“ (Diener) der Opera buffa. Die Arien der drei anderen Figuren dagegen stehen im typischen prunkvollen und technisch anspruchsvollen Stil der Opera seria. Sie orientieren sich formal an der Sonatensatzform und entsprechen in der Läge den damals üblichen sinfonischen Sätzen. Auch die nur zwei Akte sind untypisch für eine Opera seria.

## Werkgeschichte
Michael Haydns komponierte Andromeda e Perseo als Festoper (Serenata) anlässlich des 15. Dienstjubiläums des Salzburger Erzbischofs Hieronymus von Colloredo. Das Libretto verfasste dessen Hofkaplan Giambattista Varesco, der Textautor von Mozarts Opern L’oca del Cairo (Fragment) und Idomeneo. Es basiert auf Pierre Corneilles Tragödie Andromède und einem Abschnitt aus Ovids Metamorphosen. Anders als diese Vorlagen endet Varescos Text jedoch glücklich, da Perseus seinen Gegner Phineus hier nicht tötet, sondern ihm vergibt. Varesco hatte sich schon einmal mit dem Stoff beschäftigt. Bereits 1782 entstand sein gleichnamiges „Schauspiel für Musik“, das einer anderen Dramaturgie folgte.
Die Uraufführung von Haydns Oper fand am 14. Mai 1787 im Hoftheater in Salzburg statt. Zu den Sängern gehörten seine Ehefrau Maria Magdalena Lipp (Andromeda) und der Soprankastrat Francesco Ceccarelli als Perseus.
Leopold Mozart kritisierte Haydns Oper, die zeige, dass ihr Schöpfer „kein Genie“ zur theatralischen Komposition habe.
Nach dem Tod Michael Haydns erstand Fürst Esterházy das autographe Manuskript, um die Witwe zu unterstützen. Es ist in der Széchenyi-Bibliothek in Budapest überliefert. Es enthält auch eine unter die Noten geschriebene deutsche Textfassung von unbekannter Hand. Offenbar gab es eine zeitgenössische Aufführung in Form eines deutschen Singspiels mit gesprochenen Dialogen anstelle der italienischen Rezitative. Neben diesem Autograph erhielt sich eine zweite Kopie der Partitur in der Bibliothek des Conservatorio Luigi Cherubini in Florenz. Sie enthält lediglich die italienischen Texte. Ein gedrucktes Libretto ist nicht erhalten. Der Hinweis auf Varesco als Textautor ist lediglich einem Eintrag in der Bayerischen Staatsbibliothek über ein Andromeda e Perseo – Drama per Musica von Gianbattista Varesco aus dem Jahre 1787 zu entnehmen. Dieses Buch ist dort als vermisst gemeldet. In den beiden Partitur-Manuskripten ist der Librettist nicht genannt. Stilistische Vergleiche deuten jedoch tatsächlich auf Varesco hin.

## Aufnahmen
- 26. März 2004 – Tamás Pál (Dirigent), Savaria Symphony Orchestra.
 Beatrix Fodor (Andromeda), Gabriella Gál (Perseo), Tobor Szappanos (Fineo), Bence Asztalos (Cefeo).
 Italienische Fassung Andromeda e Perseo; Studioaufnahme aus dem Bartók-Saal in Szombathely, Ungarn.
 Bongiovanni GB2377-78-2 (2 CDs).[2][9]:6968
- 13. Mai 2005 – Reinhard Goebel (Dirigent), Rundfunk-Sinfonieorchester Saarbrücken, Vokalensemble Köln.
 Heike Porstein (Andromeda), Monika Frimmer (Perseus), Max Ciolek (Phineus), Raimund Nolte (Cepheus), Gunter Cremer (Erzähler).
 Zeitgenössische deutsche Fassung Andromeda und Perseus mit Zwischentexten von Beate Früh; live, konzertant aus dem Funkhaus Halberg in Saarbrücken.[9]:6969
- 17.–21. Mai 2005, 23.–26. Januar 2006 – Reinhard Goebel (Dirigent), Rundfunk-Sinfonieorchester Saarbrücken, Vokalensemble Köln.
 Heike Porstein (Andromeda), Christine Wolff (Perseus), Max Ciolek (Phineus), Raimund Nolte (Cepheus), Gunter Cremer (Erzähler).
 Zeitgenössische deutsche Fassung Andromeda und Perseus mit Zwischentexten von Beate Früh; Studioaufnahme aus dem Musikstudio 1 des Funkhauses Halberg in Saarbrücken.
 Oehms Classics OC 911 (2 CDs).[1][9]:6970

## Digitalisate
- Andromeda und Perseus. Ein Schauspiel mit Musik. Salzburg 1782. Digitalisat des Münchener Digitalisierungszentrums